# بحيرة دونجتنج
بحيرة دونجتنج في هونان الشمالية، هي ثاني أكبر بحيرة للمياه العذبة في الصين، مع مساحة واسعة بما في ذلك استجماع كامل هونان وأجزاء من المقاطعات المجاورة، وهوبى وسيتشوان وقويتشو. انها بمثابة حوض كبير للتأخير تشانغ جيانغ (نهر اليانغتسى) من مياه الفيضان الذي يصب في بحيرة في يوليو إلى سبتمبر. تدفق من تشانغ جيانغ المبالغ إلى أكثر من نصف إجمالي المياه إلى التدفق دونغتينغ L.، وتحمل معها شحنة هائلة من الرواسب 140,000,000 ريال M3 - 1 في المتوسط.
مائة وخمسين عاما مضت، كان أكبر بكثير من البحيرة (6200 km2) مما هو عليه الآن (2740 km2)، ولكن التقدم السريع للالترسيب ويعمل استصلاح الأراضي قد خفضت منذ حجمها، مما أدى إلى تشكيل أكثر من ثلاثة أو أقل أحواض منفصلة، وغرب وجنوب وشرق دونغتينغ. في صيف موسم الفيضانات، ولكن، في البحيرات الثلاث توحيد هيئة مياه واحدة من حوالي 3900 km2 مساحة السطح. المياه من تشانغ جيانغ التدفقات أساسا في الغرب والشرق بحيرة من خلال ثلاث قنوات، واستنزفت من الزاوية الشمالية الشرقية من بحيرة الشرقية في يويهيانغ مباشرة في تشانغ جيانغ مرة أخرى. نطاق التذبذب السنوي لمستوى المياه في السنوات العادية يتراوح بين 6.5 متر (بحيرة جورج) و17.8 متر (E. بحيرة).
أكبر مشكلة بيئية للدونغتينغ L. هو الترسيب السريع الدهون بنسبة كاليفورنيا. 5 سم سنويا - 1 على بحيرة المتوسط كلها) التي تسبب المتاعب لالنقل البري بواسطة القوارب، ويقلل من قدرة بحيرة لتخزين المياه والتحكم في الفيضانات، ويؤثر على الإنتاج السمكي من خلال التغيرات في النظام البيئي المائي. قانون المحافظات لحماية البيئة التي صيغت في عام 1981، ولذلك، لا يسمح للمزيد من العمل في استصلاح أو حول البحيرة.
وقد تسبب تطبيق المكثف للمبيدات إلى حقول الأرز، وكذلك التنمية الصناعية في السنوات الأخيرة التلوث المحلية من الأنهار والبحيرات الصغيرة المرفقة مع المعادن الثقيلة والنفايات BHC العضوية، ولكن البحيرة الرئيسي ككل جيدة إلى حد ما يحافظ على نوعية المياه، مع المغذيات مستوى mesotrophic.